# كفلاء داكنة
كفلاء داكنة (الاسم العلمي:Megalopyge obscura) هي نوع من الحشرات يتبع جنس الكفلاء من الفصيلة الكفلاوية.